# Unionville Center
Unionville Center est un village américain situé dans le comté d'Union, dans l’Ohio. Selon le recensement de 2010, sa population est de 233 habitants.